# Sally Peers
Sally Peers (née le 1er juin 1991 à Melbourne) est une joueuse de tennis australienne. En 2008, elle a été finaliste du double filles de Wimbledon aux côtés de Isabella Holland.
En dehors du circuit professionnel, elle a notamment remporté la médaille d'or des Jeux du Commonwealth en 2010 en double dames et celle de bronze en simple.
Son dernier match sur le circuit international remonte à juin 2017. Elle n'est depuis plus présente dans le classement mondial.

## Parcours en Grand Chelem

### En simple dames
| Année | Open d'Australie | Open d'Australie | Internationaux de France | Internationaux de France | Wimbledon | Wimbledon | US Open        | US Open       |
| ----- | ---------------- | ---------------- | ------------------------ | ------------------------ | --------- | --------- | -------------- | ------------- |
| 2010  | —                | —                | —                        | —                        | —         | —         | 2e tour (1/32) | Kim Clijsters |
| 2011  | 1er tour (1/64)  | Petra Kvitová    | —                        | —                        | —         | —         | —              | —             |

N.B. : à droite du résultat se trouve le nom de l'ultime adversaire.

### En double dames
| Année | Open d'Australie             | Open d'Australie            | Internationaux de France | Internationaux de France | Wimbledon                    | Wimbledon               | US Open | US Open |
| ----- | ---------------------------- | --------------------------- | ------------------------ | ------------------------ | ---------------------------- | ----------------------- | ------- | ------- |
| 2009  | 1er tour (1/32) I. Holland   | D. Hantuchová Ai Sugiyama   | —                        | —                        | —                            | —                       | —       | —       |
| 2010  | 1/4 de finale Laura Robson   | M. Kirilenko A. Radwańska   | —                        | —                        | 1er tour (1/32) Laura Robson | Kaia Kanepi Zhang Shuai | —       | —       |
| 2011  | 1er tour (1/32) Jelena Dokić | T. Bacsinszky T. Garbin     | —                        | —                        | —                            | —                       | —       | —       |
| 2012  | 1er tour (1/32) I. Holland   | An. Rodionova Ar. Rodionova | —                        | —                        | —                            | —                       | —       | —       |
| 2014  | 1er tour (1/32) V. Rajicic   | Kaia Kanepi R. Voráčová     | —                        | —                        | —                            | —                       | —       | —       |

N.B. : le nom de la partenaire se trouve sous le résultat ; le nom des ultimes adversaires se trouve à droite.

### En double mixte
| Année | Open d'Australie             | Open d'Australie            | Internationaux de France | Internationaux de France | Wimbledon | Wimbledon | US Open | US Open |
| ----- | ---------------------------- | --------------------------- | ------------------------ | ------------------------ | --------- | --------- | ------- | ------- |
| 2010  | 1er tour (1/16) Peter Luczak | A.-L. Grönefeld C. Kas      | —                        | —                        | —         | —         | —       | —       |
| 2011  | 1/4 de finale Carsten Ball   | B. Mattek Horia Tecău       | —                        | —                        | —         | —         | —       | —       |
| 2017  | 1er tour (1/16) John Peers   | Zheng Saisai Alexander Peya | —                        | —                        | —         | —         | —       | —       |

N.B. : le nom du partenaire se trouve sous le résultat ; le nom des ultimes adversaires se trouve à droite.

## Classements WTA en fin de saison
| Année          | 2008 | 2009 | 2010 | 2011 | 2012 | 2013 | 2014 | 2015 | 2016 | 2017 |
| Rang en simple | 445  | 348  | 156  | 255  | 315  | 423  | 994  | 532  | 1213 | 1029 |
| Rang en double | 744  | 271  | 89   | 171  | 178  | 227  | 464  | 398  | 633  | 695  |

Source : (en) Classements de Sally Peers sur le site officiel de la Fédération internationale de tennis